# Fasciculus longitudinalis dorsalis
Der Fasciculus longitudinalis dorsalis (dt.: hinteres Längsbündel; Syn.: Fasciculus longitudinalis posterior oder Schütz-Bündel) verbindet, aus dem Corpus mamillare im Hypothalamus zur Medulla oblongata ziehend, die vier parasympathischen Hirnnervenkerne miteinander. Dazu gehören:
- Nucleus accessorius nervi oculomotorii (Edinger-Westphal-Kern)
- Nucleus salivatorius superior
- Nucleus salivatorius inferior
- Nucleus dorsalis nervi vagi

Das hintere Längsbündel gehört zu den langen absteigenden vegetativen Bahnen des Hypothalamus und ist praktisch an nahezu allen vegetativen Funktionen des Körpers beteiligt.